# Gregory Battcock
Gregory Battcock (Nueva York, 2 de julio de 1937 – San Juan, Puerto Rico, 25 de diciembre de 1980) fue un escritor, crítico de arte y actor estadounidense.

## Carrera
Tras su paso por la Universidad Estatal de Míchigan, la Hunter College de Nueva York y la Accademia di Belle Arti de Roma, Battcock se introdujo fugazmente en el mundo del arte como pintor expresionista abstracto a principios de la década de 1960. Entre 1964 y 1967 participó en cinco películas de los directores de Nuevo cine estadounidense Andy Warhol y Gregory Markopoulos, entre las que destacan Eating Too Fast, remake de la controvertida Blow Job, protagonizada por Battcock recibiendo una felación.
En la segunda mitad de la década de 1960 renunció a su faceta como pintor para comenzar una prolífica carrera como crítico de arte. En sus ensayos Battcock abordaba temas como la performance y el arte contemporáneo, y animaba al resto de artistas a romper barreras, redefinir la idea de arte y explorar los nuevos formatos como el video. También desafió el propio concepto de crítico de arte mezclando sus críticas con sátira, cotilleos y erotismo, algo que quedó plasmado en la portada del número de abril de 1970 de Arts Magazine, en la que Battcock posó para Andy Warhol en ropa interior.
Desde 1967 hasta 1970 fue crítico de arte en New York Free Press. También en 1967 empezó a trabajar como corresponsal especial para la revista Arts Magazine, en la que posteriormente ejerció de jefe de redacción entre 1973 y 1975. Además escribió como corresponsal en publicaciones como Arts & Artists y Domus y publicó sus ensayos en las revistas underground Gay y New York Review Of Sex. En 1977 fundó su propia revista con el también crítico Ron Whyte, Trylon & Perisphere, de la que sólo se publicaron tres números. En paralelo a su trabajo como columnista, Battcock editó numerosas antologías en las que recogió distintos ensayos anteriormente publicados sobre minimalismo, arte conceptual, fotorrealismo o videoarte con el fin de hacer estos y otros nuevos movimientos accesibles al público general. Entre las seis antologías críticas que editó en vida destacan Minimal Art (1968), en el que documentó el género desde su mismo origen, y New Artists Video (1978), publicado tan solo dos años después del influyente ensayo Video: The Aesthetics of Narcissism de Rosalind Krauss. Adicionalmente a su labor de crítico y escritor, Battcock trabajó como profesor de historia del arte en la Universidad William Paterson de Nueva Jersey desde 1970.

## Vida personal y muerte
Gregory Battcock fue retratado en 1970 junto con su pareja, el también crítico de arte David Bourdon, por la pintora Alice Neel.
El 25 de diciembre de 1980 Battcock fue encontrado brutalmente asesinado tras recibir más de 100 puñaladas en su apartamento en San Juan, Puerto Rico, donde se encontraba por su trabajo en la Universidad William Paterson. El asesinato nunca fue resuelto a pesar de que Naftali Medina, a quien Battcock inmortalizó en la primera portada de su revista Trylon & Perisphere en 1977, llegó a ser considerado sospechoso del crimen.

## Filmografía
- Batman Dracula (1964) dirigida por Andy Warhol
- Horse (1965) dirigida por Warhol
- Eating Too Fast (1966) dirigida por Warhol
- Galaxie (1966) como él mismo, dirigida por Gregory Markopoulos
- The Illiac Passion (1967) como Faetón, dirigida por Markopoulos